# Cerendordżijn Bajardzajaa
Tsedendorjiin Bayarzayaa (ur. 23 stycznia 1988) – mongolska zapaśniczka w stylu wolnym. Dwukrotna uczestniczka mistrzostw świata, jedenasta w 2007. Zdobyła trzy medale w mistrzostwach Azji – srebro w 2011, 2012, brąz w 2007 roku.